# 王簡姫
王 簡姫（おう かんき、? - 348年）は、中国東晋の簡文帝の正室（即位前に生別した）。孝武帝により皇后に追尊された。本貫は太原郡晋陽県。父は王遐（王昶の孫）。

## 生涯
士族として、会稽王司馬昱（後の簡文帝）に嫁ぎ、妃（正室）となった。そして、司馬道生（世子）を産んだ。しかし、司馬道生は粗鄙非礼なふるまいで父の怒りを買い、簡姫も夫にかえりみられなくなった。
永和4年（348年）、司馬道生は廃嫡され、簡姫と共に放逐された。 同年、簡姫は憂死した。
司馬道生の庶出の弟である司馬曜（孝武帝）が即位した後、王簡姫は順皇后の諡を贈られて追尊され、簡文帝の陵に改葬された。

## 伝記資料
- 『晋書』巻32 列伝第2 后妃下